# Viagrande
Viagrande – miejscowość i gmina we Włoszech, w regionie Sycylia, w prowincji Katania.
Według danych na rok 2004 gminę zamieszkiwały 6553 osoby, 655,3 os./km².